# Power Snooker
Power Snooker er en variant af billardspillet snooker, som første gang blev spillet i juli 2010 i Storbritannien. 
Power Snooker adskiller sig først og fremmest fra almindelig snooker ved at have et højere tempo og operere med begrænset spilletid for hver match på 30 minutter. Inden for den periode tælles det totale antal point, spillerne opnår. I en match kan to dygtige spillere nå at spille fire frames eller flere, og der er eksempler på, at en spiller har opnået over 500 point, hvilket blandt andet er muligt på grund af forskellige situationer, hvor der gives bonuspoint.

## Regler
Power Snooker spilles på et snookerbord med sædvanlige dimensioner. En match spilles i løbet af 30 minutter, idet tiden stoppes, når bordet er ryddet, og genstartes, når ballerne igen er lagt op i udgangspositionen. Der tælles samlede point i hele matchen, og vinderen er den spiller, der ved tidens udløb har scoret flest point. Hvis spillerne har lige mange point på dette tidspunkt, afgøres matchen på en re-spotted black, der også kendes fra almindelig snooker. Det foregår ved, at den sorte bal placeres på sin udgangsposition, og spillerne støder så efter den, indtil en af dem får ballen i hul og derved vinder.
I modsætning til i normal snooker, hvor der spilles med femten røde baller, der i oplægget ligger i en trekant, bruges der i Power Snooker ni baller, der lægges op i en diamant. En anden forskel er, at den spiller, der indleder en frame, får lov til – under forudsætning af, at mindst to røde baller rammer en bande – at tage næste stød også, idet der normalt ikke puttes en ball i indledningsstødet. For at sikre et hurtigt spil er der en tidsbegrænsning på det enkelte stød: Et stød skal være gennemført senest 20 sekunder efter, at ballerne ligger klar efter forrige stød. Hvis dette ikke lykkes, får modstanderen 20 point og muligheden for at vælge, hvem af de to spillere der skal fortsætte ved bordet.
Af andre tiltag for at gøre spillet mere angrebspræget er bonuspoint, der gives, hvis en spiller scorer 100 point eller mere i en frame. Der gives 50 bonuspoint for den første 100-pointsframe, 100 bonuspoint, hvis man gentager det i den følgende frame og 200 point, hvis bedriften kan gøres i den tredje frame i træk. 
En anden medvirkende årsag til, at der scores relativt mange point, er brugen af en Power Ball. Dette er en af de røde baller, der er specielt markeret, og som har den egenskab, at når en spiller putter den, får man dels to point (mod normalt et), foruden at et to minutter langt Power Play indledes. Under Power Play gives der dobbeltpoint i spillet, så alle røde baller, der puttes korrekt, giver to point, mens fx den sorte giver 14 point. Også fejl giver i Power Play dobbeltpoint. Endelig opererer man med begrebet Power Zone, hvilket refererer til området på bordet i modsatte ende af den røde startdiamant. Hvis man putter en farvet bal, og den hvide ball stødes fra en position i Power Zone, får man det dobbelte af ballens normale værdi (og fire gange værdien, hvis der samtidig er Power Play). Denne regel gælder også ved fejl på en farvet bal i Power Zone. Den hvide bal kan ved startsituationer placeres et vilkårligt sted i Power Zone.

## Miljø
I traditionel snooker er der et klart krav om, at der skal spilles i stilhed, så tilskuerne skal forholde sig tavse. I modsætning hertil opfordres der kraftigt til, at tilskuerne til Power Snooker lever aktivt med i spillet og går i dialog med spillerne. Derfor er tilråb, sang og lignende meget velkomne, og spillerne kan have mikrofoner på, så de også kan snakke med tilskuerne. 
Af andre tiltag kan nævnes spillernes ankomst til bordet, der foregår under høj musik, lysshow og rundt blandt publikum. Desuden gør man en dyd ud af kun at bruge kvindelige dommere samt have såkaldte Power Girls med til showet. Power Girls skal være unge og sexede, og også dommere og spillere opfordres til at klæde sig moderigtigt.

## Historie
Power Snooker blev udtænkt af de to producere fra underholdningsindustrien, Rod Gunner og Ed Simons. De havde fået ideen om at revitalisere snooker efter at have set dette sket i cricket med Twenty20 cricket. Også boksepromoteren Frank Warren har været involveret i udviklingen.
Spillet blev præsenteret 22. juli 2010 med deltagelse af blandt andet den flerdobbelte snookerverdensmester Ronnie O'Sullivan, hvilket var med til at sikre spillet opmærksomhed fra starten. Den første officielle turnering blev afholdt i O2 i London 30. oktober 2010 med deltagelse af otte snookerspillere, deriblandt flere verdensmestre og andre topspillere. O'Sullivan, der også i den normale version er kendt for at spille meget hurtigt, vandt turneringen med finalesejr på 572-258 over kineseren Ding Junhui, og turneringen blev overværet af over to tusinde entusiastiske tilskuere. Den blev også tv-transmitteret på flere kanaler, blandt andet EuroSport.
Spillet organiseres uden for de traditionelle billard- og snookerorganisationer, men formanden for den professionelle billard- og snookerorganisation (WPBSO), Barry Hearn, har udtrykt sig positivt om tiltaget som en af flere udviklingsretninger for sporten.